# Kaninchen-Ente-Illusion

Abb. Kaninchen und Ente aus den Fliegenden Blättern, 23. X. 1892.
Schnabel oder Ohren?

Unter Kaninchen-Ente-Illusion oder auch Hase-Ente-Illusion versteht man eine optische Täuschung, die im Betrachter durch eine  bestimmte Kippfigur, einen H(asen)-E(nten)-Kopf, hervorgerufen wird. Das Bild wird entweder als Hase oder aber als Ente wahrgenommen, jedoch niemals beides zusammen und gleichzeitig.
Diese doppeldeutige Figur  zählt zu einer Reihe klassischer Kippbilder, wie der Rubinschen Vase oder dem Boring-Bild „Junge-Frau-Alte-Frau“.

## Publikationsgeschichte
Das H(asen)-E(nten)-Kopf-Bild wurde erstmals in der humoristischen Münchner Wochenzeitschrift Fliegende Blätter vom 23. Oktober 1892 unter der Überschrift Welche Thiere gleichen einander am meisten? veröffentlicht, und zwar anonym und ohne weitere Erläuterungen als Kaninchen und Ente.
Am 19. November desselben Jahres wird die H-E-Kopf Zeichnung im illustrierten US-amerikanisches Nachrichtenmagazin Harper’s Weekly publiziert.

## H-E-Kopf in der Philosophie
Berühmt wurde das H-E-Kopf-Bild durch den österreichischen Sprachphilosophen Ludwig Wittgenstein, der im Zweiten Teil seiner 1953 postum herausgegebenen Philosophischen Untersuchungen diese Kippfigur herangezogen hat, um aufzuzeigen, dass ein und derselbe Gegenstand vom Betrachter unterschiedlich wahrgenommen werden kann. Der H-E-Kopf diente Wittgenstein als Musterbeispiel für Aspektwechsel, für unterschiedliche Sichtweisen derselben Sache:

„Die folgende Figur, welche ich aus Jastrow entnommen habe, wird in meinen Bemerkungen H-E-Kopf heißen. Man kann ihn als Hasenkopf, oder als Entenkopf sehen. Und ich muss zwischen dem ›stetigen Sehen‹ eines Aspekts und dem ›Aufleuchten‹ eines Aspekts unterscheiden.“

›Stetiges Sehen‹ meint, jemand sieht nur einen Aspekt, nur den Hasen oder nur die Ente. Der Aspektwechsel, das plötzliche Bemerken des Kippens, des Umschlagens, ist das entscheidende Seherlebnis:

„Aber der Wechsel ruft Staunen hervor, den das Erkennen nicht hervorrief. ... jenes Bemerken war ein neues Seherlebnis.“

Erst das Aufleuchten des neues Aspektes lässt den Betrachter sagen, jetzt sehe ich das Bild ›als‹ Hasen und nach dem Wechsel, jetzt sehe ich es ›als‹ Ente.
Menschen, welche dieses neue Seherlebnis nicht erfahren können, welche den H-E-Kopf nicht als doppeldeutiges Kippbild sehen, nennt Wittgenstein aspektblind:

„Könnte es Menschen geben, denen die Fähigkeit etwas ›als etwas‹ zu sehen abginge? ... Wäre dieser Defekt zu vergleichen mit Farbenblindheit oder dem Fehlen des absoluten Gehörs? – Wir wollen ihn ›Aspektblindheit‹ nennen.“

## Das Ganze ist mehr als die Summe seiner Teile

### H-E-Kopf in Psychologie und Synergetik
Die holistische Grundthese der Gestalttheorie „Das Ganze ist mehr als die Summe seiner Teile“,  ein verkürztes Aristoteles-Zitat, lässt sich am Aspektwechsel bei der Hasen-Enten-Illusion exemplifizieren. Diese Kippfigur wird in der experimentellen Gestaltpsychologie zu Studienzwecken herangezogen:

„Eine empirische Studie belegt, dass zu den Voraussetzungen für das „Erleben des Kippbildwechsels“ ein Vorwissen und eine gewisse Voreingenommenheit zählen. So präsentierte man z.B. Probanden Kippfiguren, ohne sie von den Wahrnehmungsalternativen zu unterrichten. Das Ergebnis: Im Gegensatz zu den Erwachsenen bemerkte nur ein sehr geringer Prozentsatz der 4- bis 5-jährigen Kinder den Gestaltwechsel (92 % der Erwachsenen im Vergleich zu 8 % der Kinder). Erst nach entsprechenden Hinweisen gelang es einigen Kindern, die Doppeldeutigkeit von Kippfiguren zu entdecken, und selbst dazu benötigten sie ungewöhnlich viel Zeit.“

Sind Menschen beim Betrachten eines Musters nicht in der Lage, diesem eine eindeutige Bedeutung zuzuordnen, befindet sich ihr Wahrnehmungssystem in einem instabilen Zustand. Es versucht sinnvolle Bedeutungen hineinzuinterpretieren. So kann dabei das Phänomen des Aspektwechsels auftreten. Interpretationen schlagen spontan um. Betrachter desselben Objektes konstruieren subjektiv jeweils verschiedene Welten.
Dem Synergetiker Hermann Haken geht es um Klärung der Frage, wie Mustererkennung im Gehirn zustande kommt.

„In der Tradition der Gestalttheorie steht auch die vom Physiker Hermann Haken begründete Synergetik, eine Theorie komplexer Systeme, die wörtlich so viel wie „die Lehre vom Zusammenwirken“ heißt (vgl. griech. synergein: zusammenwirken). Im Rahmen seiner Untersuchungen zu den neurophysiologischen Grundlagen der Wahrnehmung hat Haken ein Computermodell zur Simulation des Gestaltwechsels bei Kippfiguren entwickelt.“

### H-E-Kopf in der Gestalttherapie
Gestalttherapeuten verwenden Kippbilder wie die H-E-Kopf-Figur in der Absicht, bei ihren Patienten einen heilsamen Perspektivenwechsel zu bewirken: ›Jetzt sehe ich die Sache anders!‹
Mehrdeutigkeit tritt an die Stelle von Eindeutigkeit. Multistabilität in der Wahrnehmung ist im wahrsten Sinne des Wortes Ansichtssache.

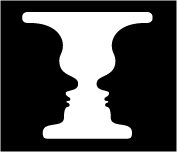
Rubinsche Vase
Junge-Frau-Alte-Frau
Kanizsa-Dreieck[18]